# Sarcophaga assimilis
Sarcophaga assimilis är en tvåvingeart som beskrevs av Macquart 1851. Sarcophaga assimilis ingår i släktet Sarcophaga och familjen köttflugor. Inga underarter finns listade i Catalogue of Life.